# Сан Флавијано (Пескара)
Сан Флавијано (итал. San Flaviano) је насеље у Италији у округу Пескара, региону Абруцо.
Према процени из 2011. у насељу је живело 59 становника. Насеље се налази на надморској висини од 227 м.